# 乾坤万年歌
《乾坤萬年歌》，又稱《萬年乾坤歌》或《萬年歌》為中國民間流傳的著名預言之一，相傳為周朝姜太公所作，每七字一句共一百零六句，文末有「行仁行義立乾坤」「我今只算萬年終」兩句，故稱《乾坤萬年歌》。雖然傳言乾坤萬年歌作者為姜太公，但全篇使用南北朝末年才開始出現的七言詩格式，而且用詞太過淺白，已接近宋朝話本與明清章回小說的水準，不可能出自商末周初的姜太公之手，應為後人託名之偽作。

## 內容
開頭為「太極未判昏已過。風后女媧石上生。三皇五帝已相承。宗派源流應不錯。而今天下一統周。禮樂文章八百秋。」從中國古代的創世傳說講起，並說明將從周朝開始預言。
文末以「我今只算萬年終。再復循環理無窮。知音君子詳此數。今古存亡一貫通。」四句來作為預言的結束，說明世事興衰乃是依循道理無止境地循環。

## 乾坤萬年歌全文
太極未判昏已過。風后女蝸石上坐。
三皇五帝已相承。宗派源流應不錯。
而今天下一統周。禮樂文章八百秋。
串去中直傳天下。卻是春禾換日頭。
天下由來不固久。二十年間不能守。
卯坐金頭帶直刀。削盡天下木羊首。
一土臨朝更不詳。改年換國篡平床。
泉中湧出光華主。興復江山又久長。
四百年來更世界。日上一曲懷毒害。
一枝流落去西川。三分社稷傳兩代。
四十年來又一變。相傳馬上同無半。
兩頭點火上長安。委鬼山河通一占。
山河既屬普無頭。雜亂中分數十秋。
子中一朱不能保。江東復立做皇州。
相傳一百五十載。釗到兔兒平四海。
天命當頭六十年。肅頭蓋草生好歹。
都無君主管江山。一百年前擾幾番。
耳東入國人雜亂。南隔長安北隔關。
水龍木易承天命。方得江山歸一定。
五六年來又不祥。此時天下又紛亂。
木下男兒火年起。一掃煙塵木易已。
太祖世界百餘年。雖見干戈不傷體。
子繼孫承三百春。又遭雜亂似瓜分。
五十年來二三往。不真不假亂為君。
金豬此木為皇帝。未經十載遭更易。
肖郎走出在金猴。穩穩清平傳幾世。
一汴一杭事不巧。卻被胡人通占了。
三百年來棉木終。三閭海內去潛跡。
一兀為君八十載。淮南忽見紅光起。
八隻牛來力量大。日月同行照天下。
土猴一兀自消除。四海衣冠新彩畫。
三百年來事不順。虎頭帶土何須問。
十八孩兒跳出來。蒼生方得蘇危困。
相繼春秋二百餘。五湖雲擾又風顛。
人丁口取江南地。京國重新又一遷。
兩分疆界各保守。更得相安一百九。
那時走出草田來。手執金龍步玉階。
清平海內中華定。南北同歸一統排。
誰知不許乾坤久。一百年來天上口。
木邊一兔走出來。自在為君不動手。
又為棉木定山河。四海無波二百九。
王上有人雞上火。一番更變不須說。
此時建國又一兀。君正臣賢垂黼黻。
平定四海息干戈。二百年來為社稷。
二百五十年中好。江南走出釗頭卯。
一兀山河又二分。幸不全亡莫嫌小。
兩主相和百忙中。治世天子一ㄙ弓。
江南江北各平定。一統山河四海同。
二百年來為正主。一渡顛危猴上水。
別枝開花果兒紅。復取江南如舊許。
二百年來衰氣運。任君保重成何濟。
水邊田上米郎來。直入長安為皇帝。
行仁行義立乾坤。子子孫孫三十世。
我今只算萬年終。再復循環理無窮。
知音君子詳此數。今古存亡一貫通。